# Para-Ski

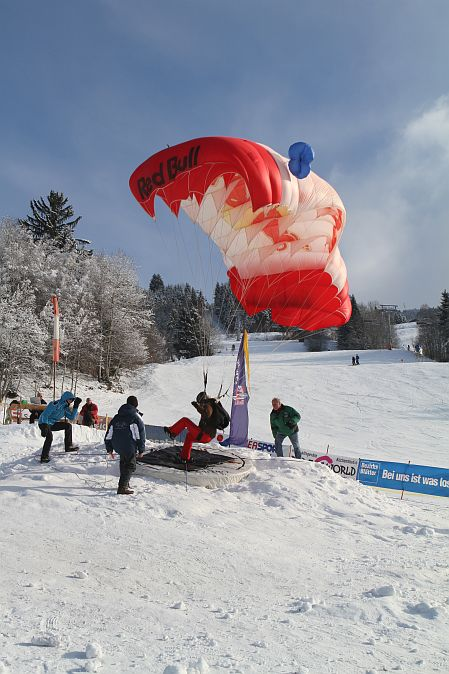
Junioren-Gewinner im Paraski EC Sankt Johann 2011 Edmund Pittracher

Para-Ski (auch Paraski oder Paraschi) ist eine Kombinationssportart aus Riesenslalom und Fallschirm-Zielspringen im alpinen Gelände (siehe auch Ski alpin).

## Geschichte
Fallschirm/Ski, auch Paraski genannt, hat in den Alpenländern eine große Tradition. Die Sportart entwickelte sich in den 1950er Jahren aus Berg- und Lawinenrettungseinsätzen heraus, als Hubschrauber noch nicht mit der erforderlichen Leistungsfähigkeit zur Verfügung standen. Die für das Fallschirmspringen ausgebildeten Bergrettungsleute wurden daher von einem Flugzeug aus mit dem Fallschirm über dem Einsatzgebiet abgesetzt und Skier sowie das Bergematerial mit Lastenfallschirmen abgeworfen. Im Landegebiet schnallten die Retter dann die Skier an und fuhren damit zur Unfallstelle ab, wo nach kurzer Zeit der Einsatz beginnen konnte. Gefordert waren damit Leute, die sowohl mit dem Fallschirm in engen und unebenen Ladezonen punktgenau landen, als auch mit den Skiern die Verletzten sicher ins Tal bringen konnten. Aus dem Training zu solchen Einsätzen entwickelte sich später der Wettkampf des Paraski-Sports.
In Flims fand 1963 ein erster Cup statt, der erste Para-Ski Weltcup wurde 1973 ebenfalls in Flims ausgetragen. Seit 1987 ist Para-Ski zusammen mit anderen Fallschirmsport-Disziplinen offiziell vom Olympischen Komitee anerkannt. 1987 wurde die erste Weltmeisterschaft in Sarajevo ausgetragen.
Den ersten Bewerb der abermals neu geschaffenen Paraski-Worldcup-Series 2014 in Sankt Johann im Pongau gewann bei den Herren Anton Gruber aus Österreich vor Marco Valente aus Italien und Thomas Saurer aus der Schweiz. Bei den Damen siegte Magdalena Schwertl aus Österreich vor Romana Prochazkova aus Tschechien und Christina Franz aus der Schweiz.

## Wettkampfregeln
Riesenslalom und Fallschirmzielspringen werden als Einzeldisziplinen nacheinander ausgetragen. Der Zielpunkt beim Fallschirmspringen hat einen Durchmesser von zwei Zentimetern und das alpine Gelände, auf dem sich der Zielpunkt befindet, liegt an einem Hang mit mindestens 25° Neigung.
Die Zeitrückstände nach dem Riesenslalom werden in Zentimeter umgerechnet, wobei eine Sekunde Rückstand auf die Bestzeit etwa 3 cm Abweichung beim Zielspringen entspricht. Beim anschließenden Zielspringen auf einem schrägen Hang gilt es, den Fallschirm präzise auf die Landematte zu steuern, um möglichst genau in der Mitte zu landen. Wer den so genannten „Dead-Center“ mit einem Durchmesser von 2 cm bei der ersten Bodenberührung genau trifft, hat einen „Nuller“. Jeder Zentimeter Abweichung bedeutet einen Fehlerpunkt. Derjenige, der zum Schluss am wenigsten Punkte gesammelt hat, ist der Gewinner.